# Sochi Plaza (гостиница, Сочи)

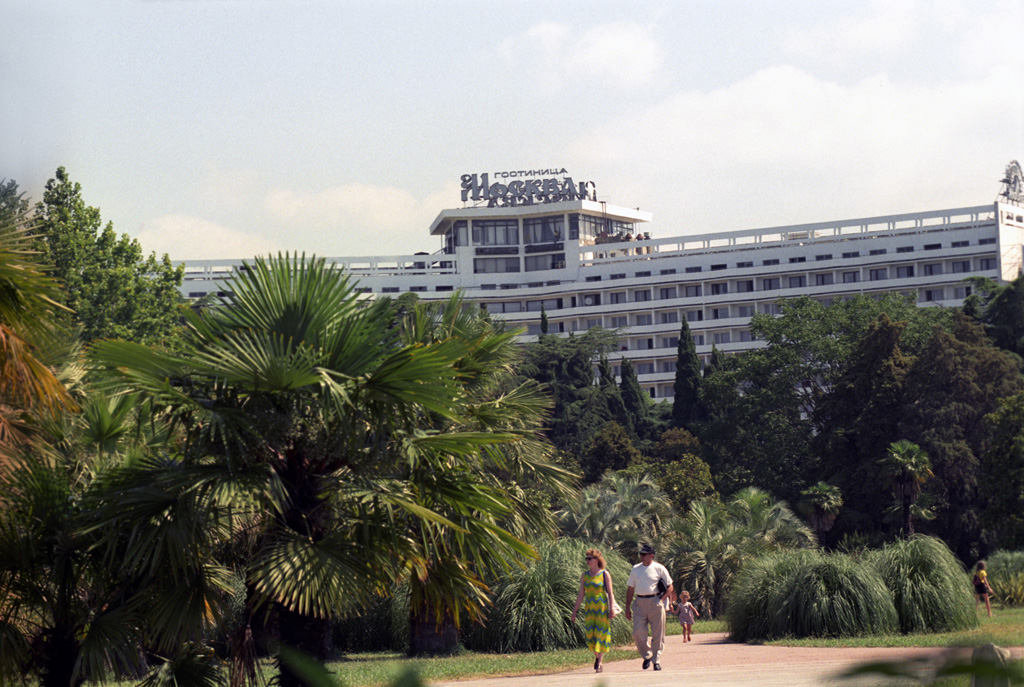
Гостиница «Москва», ныне Sochi Plaza

Гости́ничный комплекс «Sochi Plaza» — гостиница в Центральном районе города Сочи, Краснодарский край, Россия. Бывшая гостиница «Москва».

## История
Двенадцатиэтажное здание гостиницы «Москва» было построено в 1976—1978 годах техникой скользящей опалубки по проекту архитектора И. Н. Закова. Гостиница имела 1000 мест.
До строительства на месте отеля стоял дом, где с октября 1917 по июль 1918 года находился окружной комитет РСДРП(б).

### Реконструкция
В 2013 году в рамках подготовки города к проведению зимних Олимпийских игр гостиница закрылась на реконструкцию. Согласно пункту 193 постановления правительства РФ № 991 «О строительстве олимпийских объектов в Сочи», реконструкцию необходимо было завершить в декабре 2013 года. 24 января 2014 года, за 13 дней до даты открытия Олимпийских игр в Сочи, в блогах были опубликованы фотографии, на которых видно, что до окончательной реконструкции гостиницы ещё далеко.
В июне 2014 года корпорация «Олимпстрой» подала иск в Арбитражный суд Краснодарского края о взыскании с ООО «Сочи-Плаза» более 100 млн рублей по причине срыва графика строительства.
В октябре 2014 года было объявлено, что номера отеля «Courtyard by Marriott Sochi Plaza» займут этажи с 6 по 11, на первых пяти этажах разместятся торговые и офисные площади, а остальные этажи будут распроданы как апартаменты.

## Адрес
- 354000 Россия, Сочи, Курортный проспект, 18